# Cristóbal José Espinosa
Cristóbal José Espinosa (Berja, 1819-Almería, 1884) fue un escritor, traductor y médico español.

## Biografía
Nacido el 16 de enero de 1819, en la localidad almeriense de Berja, estudió primero Medicina en la Universidad de Granada, y se trasladó después á Madrid. Fue traductor al español de algunas obras de medicina. Establecido más tarde en Almería, trabajó allí como médico. Colaboró en la prensa periódica y fue autor de una cantidad considerable de artículos sueltos, estudios, memorias, prólogos de libros y trabajos científicos y literarios de toda índole. Elevado al primer puesto del Ateneo de Almería, constituyeron sus dos discursos de apertura un Estudio clínico-filosófico sobre los postreros instantes de la vida, y otra disertación acerca Del influjo del clima en la inteligencia. Fue autor de un trabajo sobre La locura de D. Quijote de la Mancha un bosquejo histórico titulado La primera aristocracia y de otro estudio referente a la literatura y las costumbres, titulado ¿Se hereda el talento?, entre otras obras. Fallecido en julio de 1884 en Almería, fue miembro correspondiente de la Real Academia de la Historia y padre de Sixto Espinosa Peralta.